# Club Alpino Accademico Italiano
Der Club Alpino Accademico Italiano (CAAI) ist eine 1904 gegründete Vereinigung von Mitgliedern des Club Alpino Italiano (CAI), die sich alpinistisch ohne die Hilfe von Bergführern besonders ausgezeichnet haben. Er bildet laut Statuten eine eigenständige Sektion des CAI.

## Geschichte
Der CAAI wurde 1904 von den Mitgliedern der ligurischen, turiner und valsesischen Gruppen des italienischen Alpenvereins gegründet, um Bergsteigern, die selbstständig und ohne Bergführer alpinistische Leistungen erbracht haben, zusammenzuschließen.  Damals war es üblich, dass Alpinisten die Hilfe von örtlichen Führern in Anspruch nahmen, die gute Ortskenntnisse und alpinistische Kenntnisse hatten. Die Gründer des CAAI waren überzeugt, dass gut vorbereitete Bergsteiger anspruchsvolle Routen auch ohne fremde Hilfe bewältigen konnten. Um dies zu ermöglichen, gründeten sie die ersten Bergsteigerschulen.
Die Gründungsmitglieder waren Ettore Allegra, Lorenzo Bozano, Ettore Canzio, Mario Ceradini, Teodoro Dietz, Hans Ellensohn, Giovan Battista Gugliermina, G. F. Gugliermina, Adolfo Hess, Adolfo Kind, Ernesto Martiny, Felice Mondini, Emilio Questa, Alfredo Radio Radiis, Ubaldo Valbusa, Alberto Weber. Der erste Präsident war Ettore Canzio.

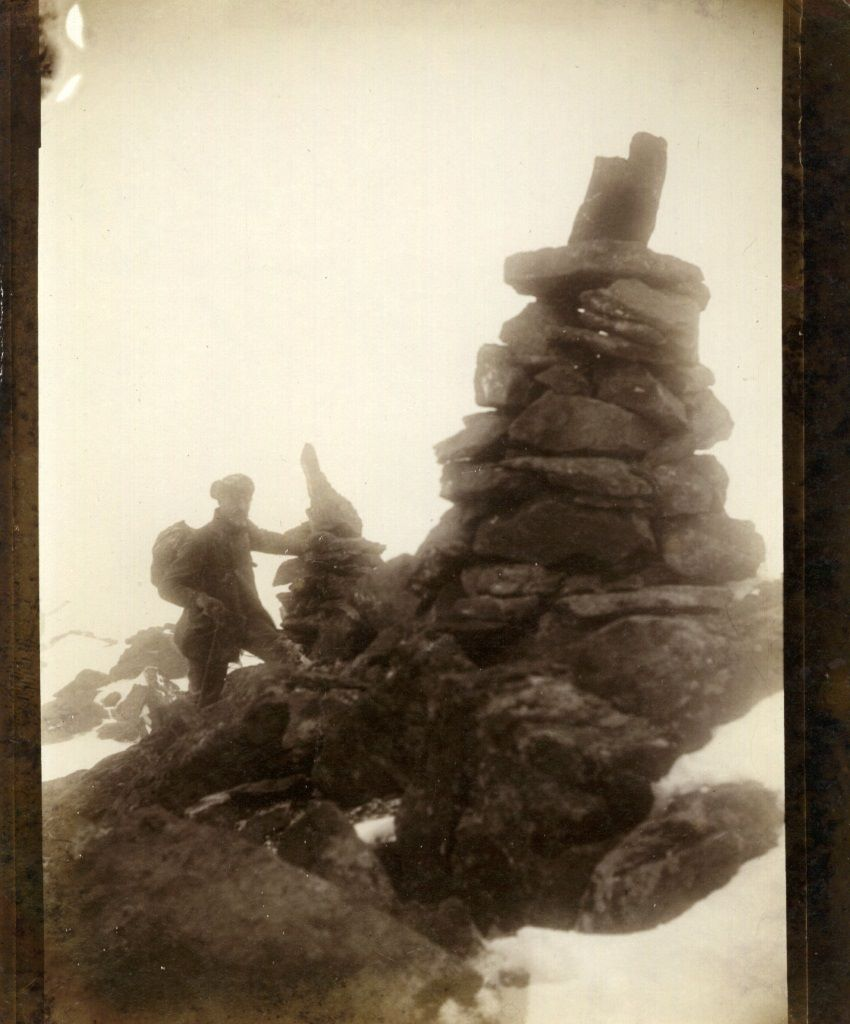

1922 verschmolz der CAAI unter Beibehaltung des Namens mit dem Akademischen Alpenverein aus Avigliano (Club Alpino Accademico Aviglianese) und der führerlosen Alpinistengruppe der Lombardei (Gruppo Lombardo Alpinisti Senza Guide). Neuer Präsident wurde Lorenzo Borelli.
Einen bedeutenden Beitrag zur alpinistischen Erschließung der Alpen leistete der CAAI 1925 mit der Errichtung mehrerer fester Biwakschachteln. Diese Blechkonstruktionen wurden an entlegenen Stellen, die aber von bergsteigerischem Interesse sind, aufgestellt, um Bergsteigern Notunterkünfte in sonst nicht erschlossenen Gebieten bieten zu können.
1930 wurde der CAAI auf Beschluss der faschistischen Regierung aufgelöst und alle Sportverbände neu organisiert. Die Mitglieder wurden den jeweiligen Sektionen des CAI zugeschlagen. Nichtsdestotrotz gründete der CAI im darauffolgenden Jahr den Club Alpino Accademico als eigenständige Sektion neu. Die 1930er Jahre waren ein wesentliches Zeitalter des Kletterns im sechsten Grad, in denen die Kletterer des akademischen Clubs neue Routen in den Alpen eröffneten und sich als Autoren von Bergführern und alpinistischer Artikel betätigten. Das Bergsteigen ohne Führer begann nicht nur in den Alpen, sondern auch in den Bergen außerhalb Europas die wesentliche Besteigungsform zu werden. 1934 wurde die erste außereuropäische Expedition des Accademico in den argentinischen Anden organisiert.
Der CAAI trennte sich 1947 vom CAI und trat 1954 wieder ein, da eine vollständig selbständige Führung sowohl aus organisatorischer als auch aus finanzieller Sicht nicht möglich war. Er wurde als „nationale Sektion“ wieder eingegliedert, ähnlich wie der Verband der italienischen Bergführer. In den folgenden Jahren bildete der CAAI weiterhin den Dachverband für die stärksten italienischen Bergsteiger, die vor allem mit der Eröffnung neuer Routen und der Veröffentlichung von Führern zum Sprachrohr des Alpinismus wurden. Die ersten Frauen, die in den CAAI aufgenommen wurden, waren im Jahr 1978 Bianca Di Beaco und Silvia Metzeltin Buscaini.
Nach Lorenzo Borelli bekleideten folgende Mitglieder das Amt des Generalpräsidenten: Adolfo Hess (1926), Umberto Balestreri (1929), Aldo Bonacossa (1933), Carlo Chersi (1947), Carlo Negri (1956), Ugo di Vallepiana (1960), Renato Chabod (1975). Von 1979 bis 1991 war Roberto Osio Präsident, von 1991 bis 2000 Giovanni Rossi, von 2000 bis 2006 Corradino Rabbi, von 2006 bis 2015 Giacomo Stefani, von 2015 bis 2021 Alberto Rampini und seit dem 22. April 2021 Mauro Penasa.

## Organisation
Das Ziel des CAAI ist es, das Bergsteigen in hohen Schwierigkeitsgraden zu fördern und im Einklang mit geschichtlichen Faktoren, lokalen Traditionen und unter größter Rücksichtnahme auf die Umwelt weiterzuentwickeln. Die Wahrung einer alpinistischen Ethik und Ausbildung sind weitere Eckpfeiler der CAAI-Tätigkeit.
Er bildet mittlerweile eine nationale Sektion des italienischen Alpenvereins und ist gemäß der Einteilung der Alpen in die drei Gruppen „West“, „Zentral“ und „Ost“ untergliedert, in denen seine Mitglieder als Alpinisten ursprünglich überwiegend tätig waren.
Um im CAAI aufgenommen zu werden, ist eine CAI-Mitgliedschaft ebenso Voraussetzung, wie eine mindestens fünfjährige, aber nicht unbedingt durchgehende, alpinistische Betätigung in hohen Schwierigkeitsgraden. Der Antrag muss von zwei Mitgliedern derselben Gruppe eingereicht werden, zu der der Kandidat die Zulassung beantragt. Die Mitgliederversammlung der Gruppe bewertet dann die Bergsteigertätigkeit des Kandidaten und stimmt über dessen Zulassung ab. Der Kandidat wird zugelassen, wenn er mindestens zwei Drittel der Gesamtstimmen erhält. Dann wird der Antrag der zentralen technischen Kommission übergeben, die eine Stellungnahme abgibt.

## Aktivitäten
Der CAAI organisiert jährlich eine nationale Konferenz zu Themen im Zusammenhang mit dem Bergsteigen (historische oder aktuelle Ereignisse) und Gruppenkonferenzen. Er organisiert Klettertreffen und kümmert sich um die Verwaltung von etwa zwanzig Biwaks in den Alpen, die immer geöffnet und für Bergsteiger zugänglich sind.
Er veröffentlicht das CAAI-Jahrbuch mit Berichten, Geschichten und historischen Einblicken. Jedes Jahr wird der Paolo-Consiglio-Preis für außereuropäische Expeditionen vergeben, die Erkundungscharakter haben, die Umwelt respektieren und vorzugsweise von jungen Bergsteigern durchgeführt werden. Paolo Consiglio war ein bekannter Bergsteiger, Mitglied des CAAI, der sich nach seinen ersten Leistungen in jungen Jahren im Gran Sasso und in den Dolomiten dem außereuropäischen Bergsteigen widmete, und zwei Expeditionen ins Himalaya unternahm, die zur Eroberung der Gipfel Saraghrar I (7349 m) im Hindukusch und Lal Qilà (6349 m) im Parbati (Himalaya) führten.

## Biwakschachteln
Der CAAI betreibt die folgenden Biwakschachteln:
| - Bivacco Adolfo Hess - Bivacco Alberico – Borgna - Bivacco Alessandro Martinotti - Bivacco Angelo Taveggia - Bivacco Antoldi Malvezzi - Bivacco Brenva | - Bivacco Canzio al Colle delle Grandes Jorasses - Bivacco Cesare Fiorio - Bivacco Corrado Alberico – Luigi Borgna - Bivacco della Brenva - Bivacco De la Sassa – Ceresa - Bivacco Ferreri Rivero | - Bivacco Gandolfo al Dragonet - Bivacco Grandori – Odello - Bivacco Hess - Bivacco Lampugnani - Bivacco Lorenzo Borelli - Bivacco Manzi – Pirrotta | - Bivacco Marco Dal Bianco - Bivacco Martinotti - Bivacco Piero Craveri - Bivacco Tête des Roèses - Bivacco Umberto Balestrieri - Bivacco Zeni alla Vallaccia |